# Боровкова, Татьяна Александровна
Татья́на Алекса́ндровна Боровко́ва (19 апреля 1941 — 17 августа 1968) — советский тюрколог, кандидат филологических наук. Адресат стихотворения И. Бродского «Памяти Т. Б.» («Пока не увяли цветы и лента…»).

## Биография
Родилась в Ленинграде в семье профессора-тюрколога А. К. Боровкова. В 1963 году окончила восточный факультет Ленинградского государственного университета.
С 1966 — кандидат филологических наук. Тема диссертации: «Грамматический очерк языка „Дивану лугат-ит-турк“ Махмуда Кашгари».
В 1966—1968 — научный сотрудник Ленинградского отделения Института языкознания Академии наук СССР (ЛО ИЯ АН СССР).
17 августа 1968 г. утонула в Финском заливе. Подозревали самоубийство из-за неудач в личной жизни.
Принимала участие в подготовке фундаментального «Древнетюркского словаря» (ДТС. — Л., 1969), в словарные статьи которого вошли, за редкими пропусками, все лексические материалы «Дивана» Махмуда Кашгари. Автор около 15 печатных работ.

## Основные работы
- Боровкова Т. А. Относительно первого издания словаря Махмуда Кашгарского // Народы Азии и Африки. 1964. № 5. С. 133—135.
- Боровкова Т. А. О губных согласных в «Дивāну лугāт-ит-турк» Махмуда Кāшгари // Тюркологический сборник: К 60-летию академика А. Н. Кононова. — М.: Наука (ГРВЛ), 1966. — С. 24—27. — 276 с. Архивировано 13 апреля 2012 года.
- Боровкова Т. А. О фонетической терминологии в словаре Махмуда Кашгарского «Дивану лугат-ит-турк» // Известия АН СССР. Серия литературы и языка. Т. 25. Вып. 6. М., 1966. С. 528—531.
- Боровкова Т. А. К вопросу о долготе гласных в языке «Дивану лугат ит-тюрк» Махмуда Кашгари // Тюркологическая конференция в Ленинграде 7-10 июня 1967 г. Тезисы докладов. Л., 1967. с. 12-13.
- Древнетюркский словарь / Авторы: В. М. Наделяев, Д. М. Насилов, Э. Р. Тенишев, А. М. Щербак, Т. А. Боровкова, Л. В. Дмитриева, А. А. Зырин, И. В. Кормушин, Н. И. Летягина, Л. Ю. Тугушева. — Л.: Наука. Ленингр. отд-ние, 1969. — 686 с. (Словарь содержит около 20 000 древнетюркских слов и устойчивых выражений)